# Банда Игоря Колчина
Банда Игоря Колчина — одна из самых жестоких преступных группировок в истории Челябинской области, в 1980-е годы совершившая 32 преступления, в том числе 15 убийств.

## История банды

### Первые преступления
Основатель и лидер банды Игорь Анатольевич Колчин (3 ноября 1960—28 октября 1991) получил среднее образование, был женат, имел ребёнка. До начала серии убийств он уже был дважды судим за кражи.
Первые преступления Игорь Колчин совершал в одиночку. В сентябре 1984 года он подкараулил у трамвайной остановки в Челябинске женщину, несколько раз ударил её гантелью по голове и ограбил. Несмотря на трепанацию черепа, она выжила. Добычей преступника стали 10 рублей. Вскоре после этого Колчин совершил новое преступление — он напал на случайного прохожего, который шёл за ним по улице. Мужчина то замедлял шаг, то ускорялся, но обгонять Колчина не спешил, что взбесило преступника. Остановившись, Колчин дождался, когда прохожий поравняется с ним, а затем убил его несколькими ударами ножа. Следующее убийство, совершённое 9 февраля 1986 года, жертвой которого стала водитель трамвая Закирова, принесло Колчину 25 рублей и транзисторный приёмник. Ещё одной жертвой убийцы стал рыбак, которого он заметил в вагоне пригородной электрички. Колчин вышел вслед за мужчиной на одной из станций, догнал его и зарезал, а затем забрал надувную лодку вместе с дешёвыми снастями и сбежал.

### Деятельность банды
Почти все последующие убийства Игорь Колчин совершил совместно со своими сообщниками во второй половине 1980-х годов. В банду вошли его старший брат Владимир, жёны братьев — Людмила Колчина (жена Игоря) и Елена Малахова (жена Владимира), а также брат последней Олег Малахов и его приятель Евгений Гончаров (присоединился последним, в большинстве преступлений не участвовал). Бандиты убивали как таксистов, так и пассажиров: подсаживали возле челябинского аэропорта в машину к Колчину, работавшему к тому времени водителем кооперативного такси, завозили их в безлюдные места и жестоко убивали, иногда перед смертью выпускали из машины и стреляли им вдогонку.
7 из 15 убийств пришлись на весну и лето 1989 года. В ночь с 18 на 19 марта 1989 года бандиты расправились с жительницей Казахской ССР, приехавшей в город в командировку. 14 апреля Колчин с сообщниками убил водителя такси и забрал у него 110 рублей. Два последующих убийства, 14 мая и 16 июня, Игорь Колчин снова совершил один — по его же признанию, сделанному впоследствии, он «хотел отработать технику нападения в одиночку». 26 и 27 июня братья Колчины и Малахов расправились с мужчиной и двумя женщинами. В общей сложности непосредственно за время своей преступной деятельности Игорь Колчин и его сообщники убили 15 человек.

### Аресты, следствие и суд
В одном из убийств участвовал новый член банды — Евгений Гончаров. Через некоторое время Гончаров в пьяном виде был задержан на улице с обрезом за попытку напугать прохожих и помещён в следственный изолятор (СИЗО). В совершении преступлений он не признался.
18 сентября 1989 года Игорь Колчин, только что совершив убийство некоего Садомского, водителя такси, ехал на машине последнего в Челябинск. Неожиданно для него ему приказал остановиться инспектор государственной автомобильной инспекции. Колчин подчинился и предъявил водительские права на имя Садомского, заранее отклеив фотографию. Инспектор заподозрил неладное и потребовал паспорт. Колчин достал из машины обрез и открыл огонь. Помимо самого инспектора, рядом находились его напарник и нетрезвые водитель и пассажир мотоцикла, задержанные за нарушение ранее. В результате выстрелов Колчина инспектор получил ранение, а задержанный пассажир мотоцикла был убит наповал. Колчин бежал через лес в ближайшую деревню. Там он попытался отобрать мопед у местного жителя, но, получив отпор, не стал стрелять и скрылся в лесу, в районе Аргазинского водохранилища. Как впоследствии выяснилось, Колчин не стал стрелять, так как у него оставался всего один патрон, который он берёг для себя на случай, если его настигнет милиция.
Колчин забыл собственные права в машине, и это предопределило конец банды. Были арестованы Владимир и Людмила Колчины. Последняя вскоре призналась во всём, затем чистосердечное признание написал и Владимир. Были арестованы Малаховы, а находившемуся в СИЗО Гончарову были предъявлены новые обвинения. Владимир Колчин же выдал и местонахождение Игоря. Операция по задержанию последнего прошла успешно.
Во время судебного процесса над бандой Колчина родственники погибших ставили свечи за упокой прямо в фойе облсуда. 21 мая 1991 года Челябинский областной суд признал членов банды виновными в совершении 32 преступлений, в том числе 15 убийств, и приговорил Игоря и Владимира Колчиных и Олега Малахова к высшей мере наказания — смертной казни через расстрел. Это был самый суровый за первое полугодие приговор суда в СССР. Впоследствии Верховный Суд РСФСР заменил наказание Владимира Колчина и Олега Малахова на 15 лет лишения свободы. Евгений Гончаров получил срок 13 лет, однако его со временем тоже сократили. А Людмила Колчина и Елена Малахова вместо 7 лет провели в колонии всего по 4 года.
28 октября 1991 года 30-летний Игорь Колчин покончил с собой в камере смертников, не дожив 6 дней до 31 года.

## В массовой культуре
- Документальный фильм «Лихоманки» из цикла «Следствие вели» (2010)[10]